# 7218-as mellékút (Magyarország)
A 7218-as számú mellékút egy négy számjegyű mellékút Veszprém vármegyében, a Balaton-felvidéken.

## Nyomvonala
A 71-es főútból kiágazva indul, majdnem pontosan annak 26. kilométerénél, Balatonalmádi központjának déli részén, pár száz méterrel a káptalanfüredi városrésztől északra. Első szakasza Dr. Óvári Ferenc utca néven halad, északi irányban. majd 600 méter után éles iránytöréssel nyugati, sőt délnyugati irányba fordul, és a Felsőörsi út nevet veszi fel, miközben az Óvári Ferenc utca nevet egy egyenes irányba folytatódó, a belvárosig húzódó önkormányzati út viszi tovább. 1,9 kilométer megtétele után lép át Felsőörs külterületére, majd a 3,100-as kilométerszelvényétől Alsóörs és Felsőörs közigazgatási területének határvonalán halad, bő fél kilométeren keresztül, bár az előbbi falu területét ennél jobban nem érinti. Miután ismét egészen felsőörsi területre ér, külterületi szakasza az Almádi út nevet viseli, majd a 4,300-as kilométerszelvénye előtt belép Felsőörs belterületére, ott az Ady Endre utca nevet veszi fel. A 7219-es útba torkollva ér véget, annak 4,500-as kilométerszelvényénél. Teljes hossza, az országos közutak térképes nyilvántartását szolgáló kira.gov.hu adatbázisa szerint 4,495 kilométer.